# سیارک ۸۳۴۵
سیارک ۸۳۴۵ (به انگلیسی: 8345 Ulmerspatz، نامگذاری:1987BO1) هشت هزار و سیصد و چهل و پنجمین سیارک کشف شده‌است که در ۲۲ ژانویه ۱۹۸۷ کشف شد.
قدر مطلق سیارک برابر ۳۲.۳ است.